# Africallagma subtile
Africallagma subtile е вид водно конче от семейство Coenagrionidae. Видът е незастрашен от изчезване.

## Разпространение
Разпространен е в Бенин, Ботсвана, Гвинея, Демократична република Конго, Етиопия, Замбия, Зимбабве, Кения, Малави, Мозамбик, Намибия, Нигерия, Сенегал, Сиера Леоне, Танзания и Уганда.